# Вільчковиці-над-Шосою
Вільчковиці-над-Шосою (пол. Wilczkowice nad Szosą) — село в Польщі, у гміні Ленчиця Ленчицького повіту Лодзинського воєводства.
У 1975-1998 роках село належало до Плоцького воєводства.